# Euoticus pallidus
Euoticus pallidus là một loài động vật có vú trong họ Galagidae, bộ Linh trưởng. Loài này được Gray mô tả lần đầu tiên vào năm 1863.